# 大三角帆島 (澳大利亞)
大三角帆岛，位於澳大利亞首都领地堪培拉伯利格里芬湖上。湖上共有六座岛屿，只有其中三座有命名。
大三角帆岛和斯普林班克島都在伯利格里芬湖的西流域。 西流域从联邦大道桥延伸到阿克頓半島。
2010年，大三角帆岛上發現外来入侵植物，需要使用策略燒除來清除和减少雜草出現。 

## 查見
- 澳大利亚岛屿列表